# Kryzys kubański (gra komputerowa)
Kryzys kubański – komputerowa strategiczna gra czasu rzeczywistego wyprodukowana przez rosyjskie studio G5 software oraz wydana przez Strategy First na platformę PC 4 lutego 2005. Do gry wydano także dodatek Kryzys Kubański: Lodowa Krucjata

## Fabuła
Akcja gry została osadzona w trakcie alternatywnej historii kryzysu kubańskiego. Pomiędzy Kubą wspieraną przez Związek Radziecki, a Stanami Zjednoczonymi doszło do wojny nuklearnej. Zginęło wiele ludzi, największe miasta zostały zniszczone, pozostawiając kratery i radioaktywne chmury. Wojska walczą o podbicie i utrzymanie obszarów nie skażonych i zawierające źródła czystej wody.

## Rozgrywka
Gra została podzielona na cztery kampanie, na które składa się 100 misji. W grze występują cztery strony konfliktu Związek Radziecki, Chińska Republika Ludowa, Stany Zjednoczone (w sojuszu z Francją, Niemcami i Wielkiej Brytanii). Każda ze stron konfliktu posiada inne jednostki. Duży wpływ na poruszanie się wojska ma teren, dłuższy pobyt na obszarze skażonym doprowadza do śmierci żołnierzy i zniszczenia jednostek.
W grze zawarty został tryb gry wieloosobowej umożliwiający grę w sieci lokalnej lub przez Internet.
Gra została oparta na silniku graficznym z gry Blitzkrieg.